# Obergriesbach
Obergriesbach là một đô thị phía nam bang Bayern nước Đức. Đô thị này thuộc huyện Aichach-Friedberg, cự ly khoảng 22 km so với Augsburg.